# Lapacho

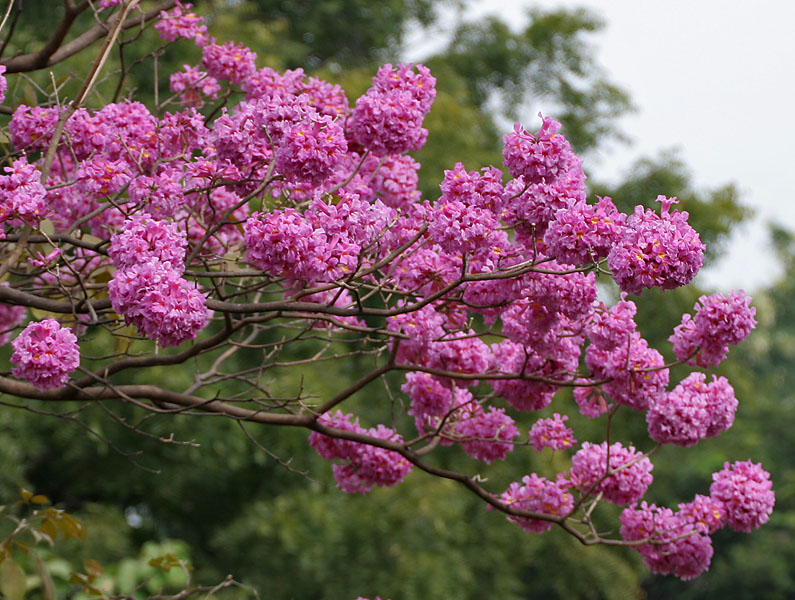
Kwitnąca gałąź drzewa ipê-roxo (Tabebuia impetiginosa)

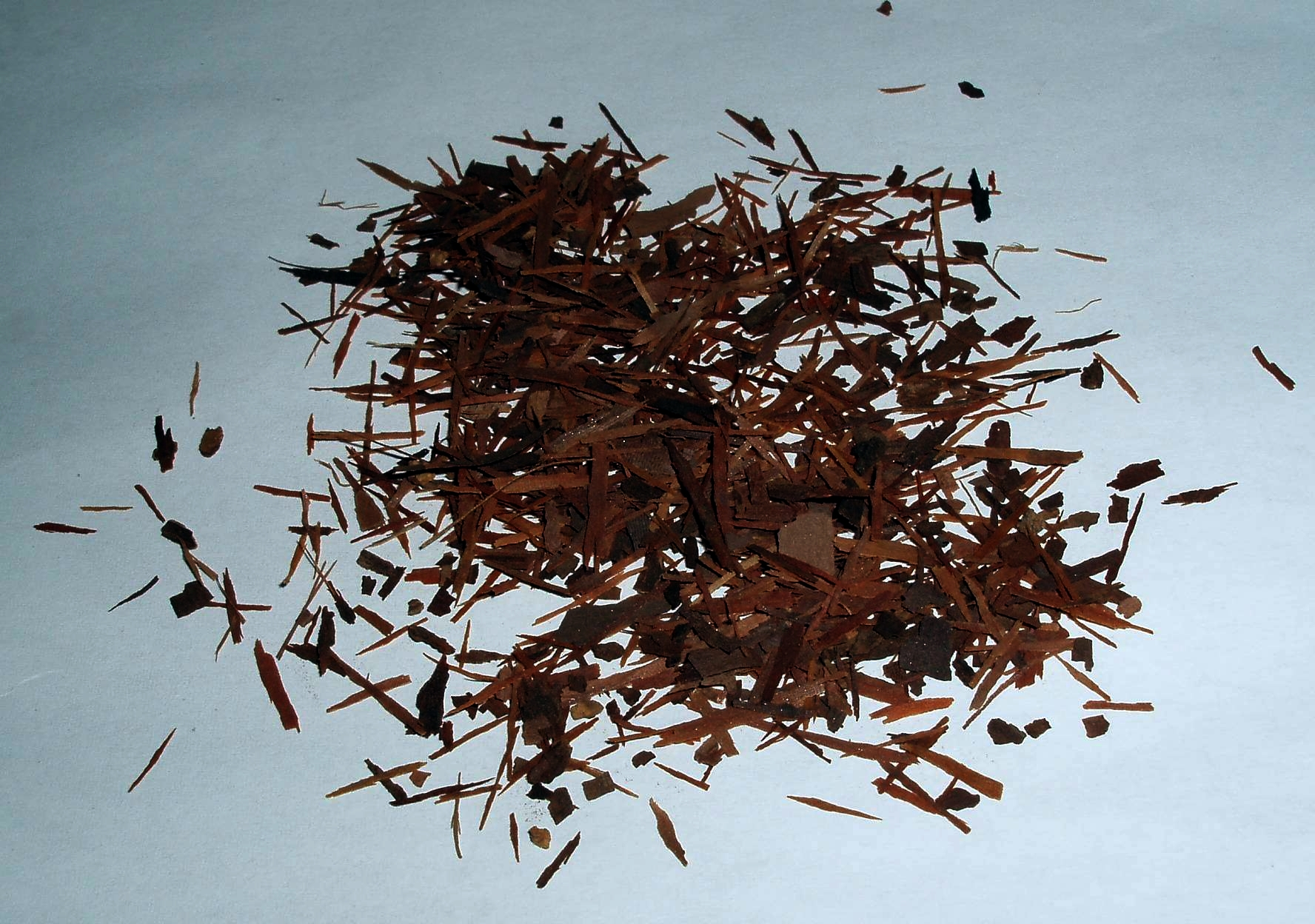
Herbata lapacho

Lapacho, herbata lapacho (pau d'arco, tahuari, taheebo, herbata Inków) – napar sporządzany z wewnętrznej części kory drzewa Tabebuia impetiginosa oraz wielu innych gatunków drzew z rodzaju Tabebuja, stosowany od wieków przy różnych dolegliwościach przez Indian zamieszkujących Peru, Boliwię, Brazylię i Paragwaj. Wbrew niektórym doniesieniom nie stwierdzono jednoznacznie wyraźnego działania przeciwnowotworowego. Herbata lapacho oprócz korzystnego działania zdrowotnego może wykazywać również negatywne skutki uboczne ze względu na potencjalnie toksyczne związki, jak np. wyodrębniony z niej lapachol. 
Nazwą lapacho określa się często także samo drzewo. W Brazylii nazywane jest ono ipê. 

## Właściwości
Właściwości udokumentowane przez tradycyjne stosowanie: antyalergiczne, przeciwwrzodowe, przeciwkrzepliwe, przeciwczerwonkowe, przeciwutleniacz, przeciwreumatyczne, przeciw jadowi węży, ściągające, kardiotoniczne (wzmacniające serce), tonizujące wątrobę, immunostymulujące.
Niekorzystne działania lapacholu: wymioty, nudności, bóle głowy, bóle brzucha, biegunka. 
Medycyna nie zna odpowiedzi, czy te skutki uboczne są efektem ubocznym zjawiska będącego rezultatem oczyszczania organizmu, czy powodują je bezpośrednio niekorzystne dla zdrowia związki pochodzące z lapacho. Silne oddziaływanie lapacholu na nowe zarodki w badaniach przeprowadzonych na szczurach powoduje ryzyko poronienia, teoretycznie ze względu na to, że lapachol działa tak na komórki inne niż macierzyste.